# Luotosaari (ö i Södra Savolax, S:t Michel, lat 61,40, long 27,28)
Luotosaari är en ö i Finland. Den ligger i sjön Kuolimo och i kommunen Sankt Michel i den ekonomiska regionen  S:t Michel och landskapet Södra Savolax, i den södra delen av landet, 180 km nordost om huvudstaden Helsingfors. Öns area är omkring 570 kvadratmeter och dess största längd är 50 meter i sydöst-nordvästlig riktning.